# کود گوگرد
کود گوگرد از کودهایی است که معمولاً در کشاورزی برای اصلاح خاک مورد استفاده قرار می‌گیرد.
کمبود گوگرد در خاک‌هائی که به شدت در معرض شستشو قرار دارند مشاهده می‌شود. در این صورت می‌بایستی گوگرد را به صورت کود به خاک اضافه کرد. 
مقدار گوگرد کودها را به صورت درصد عنصر گوگرد (s) ذکر می‌کنند انتخاب نوع کود گوگرددار به pH خاک بستگی دارد.

## انواع
در خاک‌های قلیایی می‌توان از سولفات کلسیم یا جیپس به عنوان منبع گوگرد استفاده نمود.

### سنگ گچ یاجیپس
این ترکیب دارای ۱۸ درصد گوگرد و ۲۲ درصد کلسیم است جیپس علاوه بر تأمین گوگرد و کلسیم باعث کاهش  pH خاک نیز می‌گردد.

### سولفات آمونیم
سولفات آمونیم دارای ۲۴ درصد گوگرد می‌باشد . اما خاک را کمی اسیدی ساخته و مناسب خاک‌های اسیدی نیست. 

### پودر گوگرد
از پودر گوگرد نیز می‌توان به عنوان کود گوگرد استفاده کرد.
از گوگرد می‌توان به عنوان قارچ زدا در گیاهانی مانند انگور استفاده کردویا برای حذف کرم لوله‌ای ریشه

## تاثیر بر pH
افزایش pH خاک به علت جایگزین شدن یون هیدروژن واقع روی کلوئیدها توسط یون کلسیم و در معرض شستشو قرار گرفتن یون هیدروژن است. برای کاهش pH مقدار زیادی سولفات کلسیم را بر سطح خاک پخش نموده و آن را با خاک مخلوط می سازند.

## نحوه اثر
عنصر گوگرد در اثر فعالیت باکتری‌های اکسید کننده مانند تیوباسلوس به صورت اسید سولفوریک سرانجام سولفاتها در می آید. 
هر چه ذرات عنصر گوگرد ریزتر و توزیع آن در خاک یکنواخت تر باشد، سرعت اکسیده شدن گوگرد بیشتر خواهد بود. اکسیداسیون عنصر گوگرد موجب اسیدی شدن خاک گشته و به همین دلیل از آن دراصلاح خاکهای قلیائی استفاده می‌شود. اکسیده شدن گوگرد در حرارت و رطوبت مناسب حدود ۳ تا ۴ هفته طول می‌کشد.

## نحوه مصرف
بعضی از کودهای گوگرد را (مانند SO۲ و پلی‌سولفیدها) در آب آبیاری حل و به خاک اضافه می‌کنند. سولفات پتاسیم دارای واکنش خنثی در خاک بوده و pH خاک را تغییر نمی‌دهد. سوپر فسفات معمولی نیز حدود ۱۲ درصد گوگرد دارد و می‌تواند نقش مهمی در تأمین گوگرد مورد نیاز گیاه داشته باشد.
در شرایطی که هوموس قسمت اعظم نیتروژن مورد نیاز گیاه را تأمین می‌کند، کمبود گوگرد در هوموس ۸ به ۱ می‌باشد در حالیکه نسبت نیتروژن به گوگرد در خاک مشاهده نمی‌شود، زیرا نسبت نیتروژن به گوگرد در گیاهان از ۱۴ تا ۱۷ به ۱ است. میزان محلول بودن کود گوگردی به ترکیب آن بستگی دارد. سولفات آمونیم و سولفات پتاسیم از کودهای محلول محسوب می‌شوند. کودهای گوگرد را می‌توان قبل یا بعد از کاشت محصول (به استثناء پودر گوگرد) به خاک اضافه نمود.

## منبع
- دانشنامه رشد
- بست کود https://www.bestkud.ir/